# Glykosidbindning
Glykosidbindning är en kemisk bindning som förekommer mellan två sackaridmolekyler för att bilda en disackarid.